# Кентиш-Нок
Ке́нтиш-Нок (англ. Kentish Knock) — отмель (мелководная часть морского дна) в Северном море, к востоку от устья Темзы на юго-востоке Англии.

## Экология
Покрытый песком и гравием, Кентиш-Нок является местом обитания для раков-отшельников, морских бычков, скатов и кошачьих акул. Борозды в донном осадке, как полагают, возникли в результате ледникового паводка несколько тысячелетий назад. С 2012 года фонд дикой природы The Wildlife Trusts ведёт кампанию за признание 96 км² песчаной отмели, известной как Восточный Кентиш-Нок, в качестве зоны охраны морской среды.

## История
- 1652 — Сражение при Кентиш-Нок
- 1820 — Первое точное картирование Кентиш-Нок методом триангуляции из Эссекса выполнил Томас Робинсон[1]
- 1822 — Крушение ост-индского корабля Юлиана[2]
- 1824 — На восточной стороне отмели установлен якорный буй[3]
- 1840 — Якорный буй заменён на плавучий маяк,[4] LV Kentish Knock
- 1860 — Крушение голландского галиота Hillechina[5]
- 1875 — Крушение SS Deutschland[6]
- 1892 — Крушение парохода Dilsberg[7]
- 1894 — От плавучего маяка до берега проложен телефонный кабель[8][9]
- 1916 — Крушение немецкого дирижабля L15[10][11]
- 1917 — Возможная гибель немецкого U-boat SM UC-6, с помощью либо минированной противолодочной сети, либо британского гидросамолёта 8676[12]
- 1949—1953 — Установлен плавучий маяк Trinity House No.8[13]
- 1953—1955 — Установлен плавучий маяк Trinity House No.14[14][15]
- 1959 и 1963 — Установлен новый плавучий маяк Trinity House[16][17]
- 1963—1966 — Установлен плавучий маяк Trinity House No.20[18]
- 1974—1975 — Установлен плавучий маяк Trinity House No.23[19]
- 1984—1991 — Установлен плавучий маяк Trinity House No.3[20]
- 2011 — К этому времени остался только светящий буй[21]
- 2014 — По сообщениям, 2-я фаза строительства ветряной электростанции London Array отменена из-за опасений по поводу безопасности краснозобых гагар[22]